# Michael Latta
Michael Latta, född 25 maj 1991, är en kanadensisk professionell ishockeyspelare som tillhör New Jersey Devils i NHL och spelar för deras farmarlag Binghamton Devils i AHL. Han har tidigare spelat för Washington Capitals i NHL och på lägre nivåer för Milwaukee Admirals, Hershey Bears, Ontario Reign, Rockford IceHogs och Tucson Roadrunners i AHL.
Latta draftades i tredje rundan i 2009 års draft av Nashville Predators som 72:a spelare totalt.
Han är kusin till Logan Stanley, som spelar för Winnipeg Jets i NHL.